# 1830 au Bas-Canada
Cet article traite des événements survenus en 1830 au Bas-Canada. 

## Événements

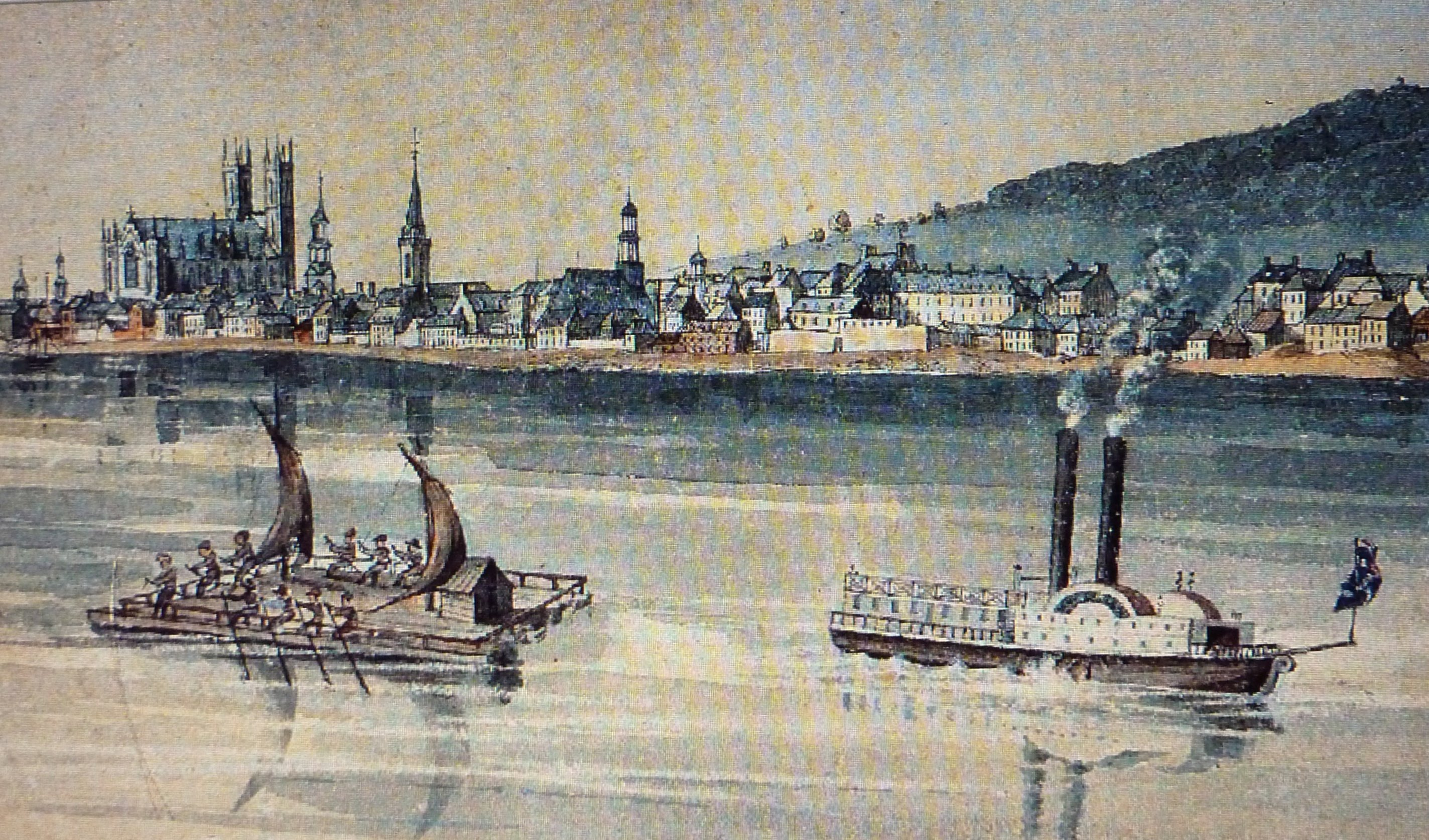
Montréal vers 1830. Depuis l'île Sainte-Hélène. À l'avant plan, un bateau à vapeur avec un radeau de billot.

- Fondation de Wakefield dans l'Outaouais.

## Culture
- Premier recueil de poésie canadienne Épîtres, satires, chansons, épigrammes, et autres pièces de vers  de Michel Bibaud.

## Naissances
- Moise Plante (marchand et homme politique) (décès 18 mars 1992 au Québec)
- 12 juillet : Joseph Hébert, postillon de la côte nord.

## Décès
- 28 janvier: James O'Donnell, architecte.